# Jack Heslop-Harrison
John Heslop-Harrison (10 février 1920 - 8 mai 1998) est un soldat et botaniste britannique.

## Jeunesse et éducation
Il est né à Middlesbrough de John William Heslop-Harrison et de sa femme Christiane Henderson, le dernier de trois enfants. Son frère aîné est George Heslop-Harrison (en).
Peu de temps après la naissance de John, son père, alors enseignant à la Middlesbrough High School, accepte un poste à l'université de Durham en tant que chargé de cours en zoologie, et la famille déménage à Birtley, le lieu de naissance de son père. Pendant sept ans, la famille vit dans une petite cabane en bois autrefois utilisée pour héberger des réfugiés de la Première Guerre mondiale jusqu'à ce que le père de Jack, lors de sa promotion au poste de professeur de botanique, se sente assez riche pour acheter sa propre maison. À l'âge de quatre ans, il fréquente l'Elizabethville Infant School, puis passe à l'Elizabethville Elementary School jusqu'à l'âge de 11 ans, date à laquelle il est accepté à l'école secondaire de Chester-le-Street. Il termine les examens du certificat d'études supérieures en 1938, obtenant d'excellents résultats en chimie et en physique, mais pas assez en mathématiques pour remporter la bourse d'État dont il a besoin pour aller aux universités d'Oxford ou de Cambridge. Il passe également l'examen de bourse d'études du King's College, ne réussissant pas assez bien en chimie pour y entrer. Après son retour de vacances à Rùm, il découvre que l'un des garçons au-dessus de lui a abandonné ses études et il est désormais éligible à une bourse de 60 £ par an pour fréquenter le King's College de Newcastle, ce qu'il fait en octobre 1938 pour étudier la chimie, la zoologie et la botanique.

## Carrière universitaire
À l'université, il a comme enseignants Meirion Thomas et Kathleen B Blackburn, qui a été un collaborateur de son père. Il rencontre également Yolande Massey, sa future épouse; ils suivent les mêmes cours et concourent souvent pour les meilleures notes. La ville subit des bombardements irréguliers pendant la Seconde Guerre mondiale, dont l'un se produit lors de l'un de ses examens finaux, les forçant à s'arrêter et à se rendre dans les tunnels de service qu'ils utilisent comme abri anti-aérien. Il obtient finalement son diplôme avec mention très bien, tout comme Yolande.

## Seconde Guerre mondiale
En raison de sa position d'étudiant universitaire, Heslop-Harrison se voit accorder une entrée différée dans les forces armées après l'introduction de la conscription. On lui donne provisoirement une place dans un cours d'opérateur radio et, par conséquent, il passe une partie de son temps restant à l'université à suivre un cours au département de physique sur la théorie des ondes électroniques, ce qui n'a aucun rapport avec sa position éventuelle. Il est formé à l'utilisation d'équipements radio en relation avec le radar et la géolocalisation, et vers la fin du cours, il apprend également à manipuler le magnétron à cavité alors neuf. Il est diplômé premier de son cursus et choisit d'être affecté aux Orcades. Il a reçu un poste dans une batterie AA près de Dounby avec le grade équivalent à celui de sous-lieutenant, ce dont le commandant de la batterie n'était pas satisfait puisque Heslop-Harrison est en fait un civil. Il est ensuite nommé sous-lieutenant dans le Royal Army Ordnance Corps le 17 avril 1942 et est ensuite transféré à South Ronaldsay. Dans le cadre de son travail technique, il est un visiteur fréquent de la base Royal Electrical and Mechanical Engineers (REME) sur le continent des Orcades et, après que son commandant ait finalement perdu patience avec l'officier d'exploitation, Heslop-Harrison se voit offrir un poste d'opérateur. du complexe et une promotion au grade de capitaine, qu'il accepte. Il est officiellement transféré au REME le 1er octobre 1942.
Son temps à Orkney est (pour la plupart) ennuyeux. Après le début des attaques V2, il participe aux efforts pour développer un radar capable de suivre leurs trajectoires, mais après quelques tentatives infructueuses de développement d'un tel appareil, le projet est annulé avec l'occupation alliée des sites de lancement V2.
En mars 1945, il est affecté au quartier général du 21e groupe d'armées à Bruxelles, où il est chargé de récupérer un échantillon du champignon Eremothecium ashbyi de la collection mycologique nationale néerlandaise à Baarn ; il s'est révélé utile pour synthétiser la vitamine B, très demandée dans l'Europe d'après-guerre. Après le jour de la victoire, il est de nouveau redéployé, cette fois pour rejoindre T-force, des équipes chargées de récupérer les données technologiques des installations de recherche allemandes au fur et à mesure de leur découverte. Son équipe se rend à Pelzerhaken, près du Danemark, où de nombreux scientifiques déracinés par les bombardements alliés sont basés. Ici, l'équipe trouve des recherches sur la détection infrarouge, les systèmes radar et le masquage de la signature des sous-marins.

## Carrière académique
Après avoir terminé ses rapports, il quitte l'armée pour travailler pour Glaxo dans la production de pénicilline, mais en part rapidement pour devenir maître de conférences au King's College. Un an plus tard, ayant du mal à faire face à un département sous-financé, il part à l'université Queen's à Belfast. Le département est petit, composé d'un professeur, d'un chargé de cours et d'un deuxième chargé de cours (à temps partiel), et lorsque Heslop-Harrison demande à obtenir un doctorat, personne n'est qualifié pour le superviser. Il est guide lors de l'excursion phytogéographique internationale de 1949 où il rencontre WH Pearsall, qui avant de partir lui offre une place de chargé de cours à l'University College de Londres, étant entendu qu'il serait bientôt nommé lecteur si tout fonctionnait.
Il part à l'UCL en 1950, devenant lecteur en 1953, mais retourne à Queen's en 1954. C'est ici qu'il commence à épeler son nom en tant que Heslop-Harrison; avec un de ses collègues du nom de Douglas Harrison, les lettres sont régulièrement livrées à la mauvaise personne. Il ne s'implique pas personnellement dans la recherche, mais aide régulièrement d'autres scientifiques avec divers articles et thèses. Il quitte de nouveau Queen's en 1960 pour devenir professeur de botanique à l'université de Birmingham.
À Birmingham, l'université est en train d'unifier ses différents départements de biologie dans une seule école de sciences biologiques, ce qu'il supervise et dont il devient président en 1963. En 1967, il reçoit la médaille Trail-Crisp de la Linnean Society of London et la même année devient le premier président de l'Institute of Plant Development de l'université du Wisconsin à Madison. En mars 1970, il est élu membre de la Royal Society et prononce la conférence Croonian de la Royal Society en 1974. En 1970, il reçoit un diplôme honorifique de Queen's. Il y renonce en 1995 en raison de l'instabilité politique croissante en Irlande du Nord.

## Directeur de Kew
En 1970, on lui offre officiellement le poste de directeur des jardins botaniques royaux de Kew, un poste très prisé. Il passe environ un an en tant que "directeur désigné" sans fonctions ni rémunération officielles . En 1974, il prononce la conférence Croonian de la Royal Society et sa présentation est bien accueillie. Il apporte de grands changements à la façon dont l'institut fonctionne mais se heurte au gouvernement, qui finance l'institut, et démissionne finalement en 1976, le premier directeur à le faire depuis la création du poste en 1822.

## Après Kew
Après avoir quitté Kew, il se voit offrir un poste de professeur de recherche de la Royal Society à l'université d'Aberystwyth, qu'il accepte, devenant complètement absorbé par la recherche; après son départ de Kew, il publie 106 articles. En 1982, il reçoit la médaille Darwin de la Royal Society conjointement avec sa femme, et la même année, il est nommé membre honoraire étranger de l'Académie américaine des arts et des sciences. En 1985, il prend sa retraite en tant que professeur de recherche en raison de l'âge requis, mais lui et Yolande sont nommés travailleurs invités honoraires. En 1996, il reçoit la médaille linnéenne et la médaille royale. Il est décédé le 8 mai 1998 .